# Храм Рождества Христова (Нижняя Добринка)
Храм Рождества Христова — памятник архитектуры и градостроительства, приходской православный храм Жирновского благочиния Урюпинской и Новоаннинской епархии Волгоградской митрополии Русской православной церкви, находящийся в селе Нижняя Добринка Волгоградской области. Построен в стиле позднего классицизма по проектам архитектора Иосифа Ивановича Шарлеманя в 1838—1839 гг.

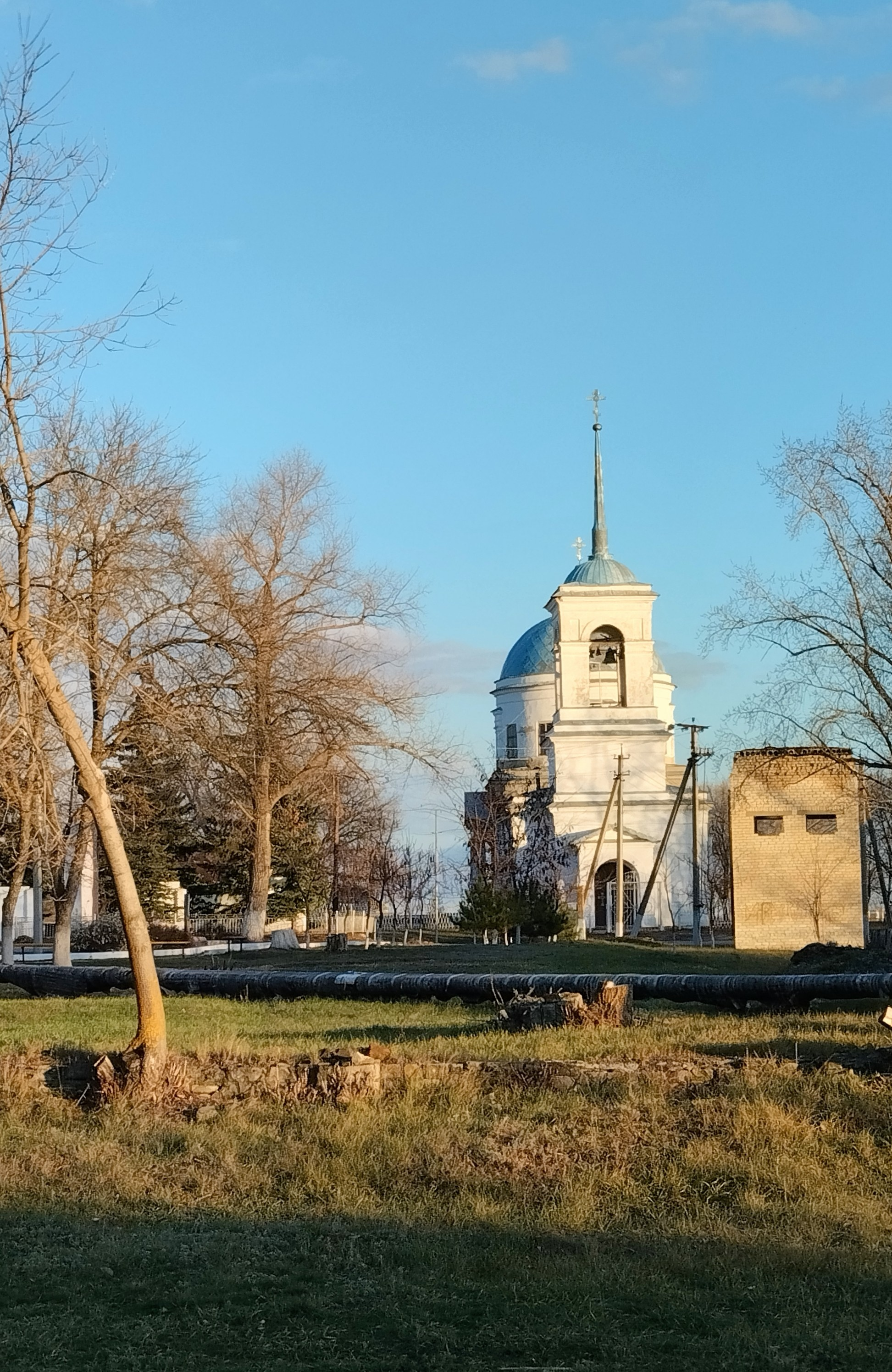
Вид с западной стороны, 2023 год.

## Строительство

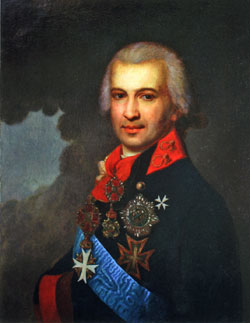
Обольянинов Пётр Хрисанфович

Инициатором строительства церкви был граф П.Х Обольянинов, которого поддержал крестьянский сход. Община выделила несколько десятин земли под храм и устройство нового кладбища, а общинники оказывали посильное участие в строительстве.
Церковь построена из красного кирпича, в раствор добавляли яичный желток для крепости, собираемый со всех окрестных деревень. К строительству приступили в 1838 году, но наиболее интенсивно работы велись в следующем году.
Нижнедобринская церковь построена по проекту архитектора Иосифа Ивановича Шарлеманя. Этот проект рекомендовал епископу губернский архитектор Петров Г. В., который в последующем сам наблюдал за ходом строительства.

## Архитектура храма

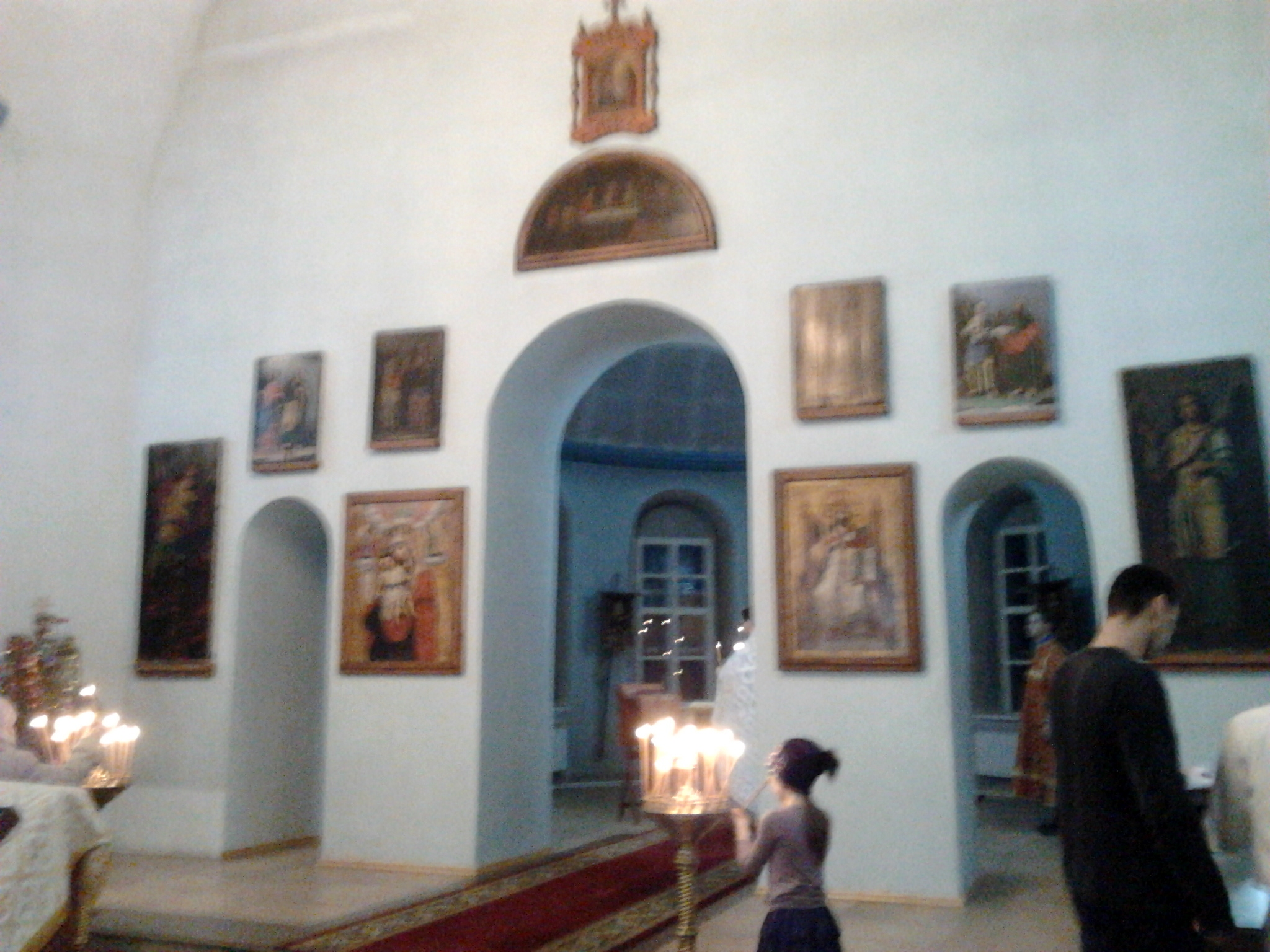
Иконостас. Виден вход на алтарь

Здание церкви возведено в монументальных и в точных формах позднего классицизма. Двусветные южный и северные фасады ядра храма оформлены портиками. Поверхность стен церкви чистая, практически без декора. Единственным декоровым элементами являются замки и небольшие карнизы над проёмами. Жестяная кровля церкви была покрашена в зелёный цвет (сейчас кровля окрашена в голубой цвет). Продолговатые окна изнутри были забраны кованными железными решётками. В церкви было устроено три двухстворчатых входа: два боковых — северный и южный, и один главный — восточный.

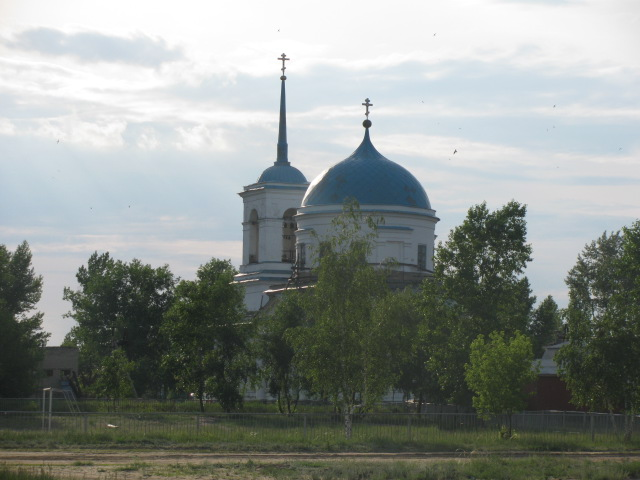
Восточная сторона

Боковые входы оформлены четырёхколонными тосканскими портиками с треугольными фронтонами над аттиком. Боковые наружные двери кованные, а входные обиты жестью.
Минуя главный вход, сразу же попадаешь внутрь колокольни. Центральная часть колокольни внутри круглая и покоится на широком основании, которое включено в тело храма.
Далее идёт пространство трапезной, которое соединено с ядром храма широкими арочными проёмами. Своды дугообразные.
Объёмная композиция церкви состоит из куба с ротондой, прорезанной прямоугольными окнами, завершенной полусферическим куполом с изящной главкой на широком барабанчике. Углы внутри подкупольного помещения скошены.
Алтарь сложной формы. Он состоит из апсиды с двумя помещениями. Стены и купол были расписаны фресками XIX века (не сохранились).
Верующих к службе призывали бронзовые колокола. Самый большой из которых весил 672 кг.

## История прихода
Церковь, построенная в течение двух лет, была освящена в 1839 году. Вовремя освещения храму был преподнесен антиминс (сегодня в церковной службе используется новый антиминс, врученный храму в 1985 году) .
В 1905 году в село приезжал саратовский губернатор Пётр Аркадьевич Столыпин для разрешения конфликта о незаконном захвате земель помещика Бореля. Он отстоял в службу в церкви Рождества Христова. После визита в церковь губернатор приказал созвать сельский сход, на котором выступил с пламенной, но краткой речью.
После Февральской и Октябрьской революции здание церкви используется как складское помещение с 1918 по 1921 год. В эти годы здание храма подвергалось многочисленным актам вандализма.

Свой варварский след оставили и солдаты одного из полков, расквартированного в годы Гражданской войны в селе. <…> Однажды во время бездельной гульбы, красноармейцы напились и открыли стрельбу из винтовок по крестам купола и шпиля колокольни. Итогом пьяной выходки остались разбитые зеркальные вставки в крестах и чёрные дырки от пуль в куполах.
— Бусалаев А.П., Цыкин И.В. "Лица моих сельчан": Очерки
Октябрь 1937 года — к коллективу верующих обратился председатель сельсовета Мартемьянов П. С. с просьбой отдать здание церкви под хранение зерна сроком на 3 месяца. Сроки договора давно прошли, арендную плату не отдавали, однако власти не спешили возвращать верующим храм.
3 мая 1938 года Пелагея Родионовна Туманова, представительница от имени 1008 человек, подписывается под жалобой и отправляет её Крупской Надежде Константиновне. В ней была изложена просьба о принятии мер против чиновников и об угрозе разрушения храма.
В предвоенные годы приход возобновляет свою деятельность на некоторое время, но в 1940 году вновь закрывается.
25 февраля 1949 года сельский совет удовлетворяет ходатайство об открытии Нижнедобринского храма.
В мае 1963 года местные власти лишают верующих возможности посещения церкви и в очередной раз её закрывают на 4 года.
В 1966 году архиепископ Саратовский и Вольский Пимен добивается возвращения церкви прихожанам.

Рассказывают, что когда верующие пришли к секретарю райисполкома просить об открытии храма, он показал им свою палку-трость и сказал: «Вот видите, как на этой палке никогда не будет зеленых листьев, так мы вам никогда не откроем эту церковь». И вдруг — распоряжение из Москвы: церковь открыть. Это — чудо нашего времени.
— Воспоминания Архиерея (Архиепископа Саратовского Пимена) // Саратовские епархиальные ведомости. 1991. № 2. С. 15.
27 января 1985 года — вручение нового антиминса.

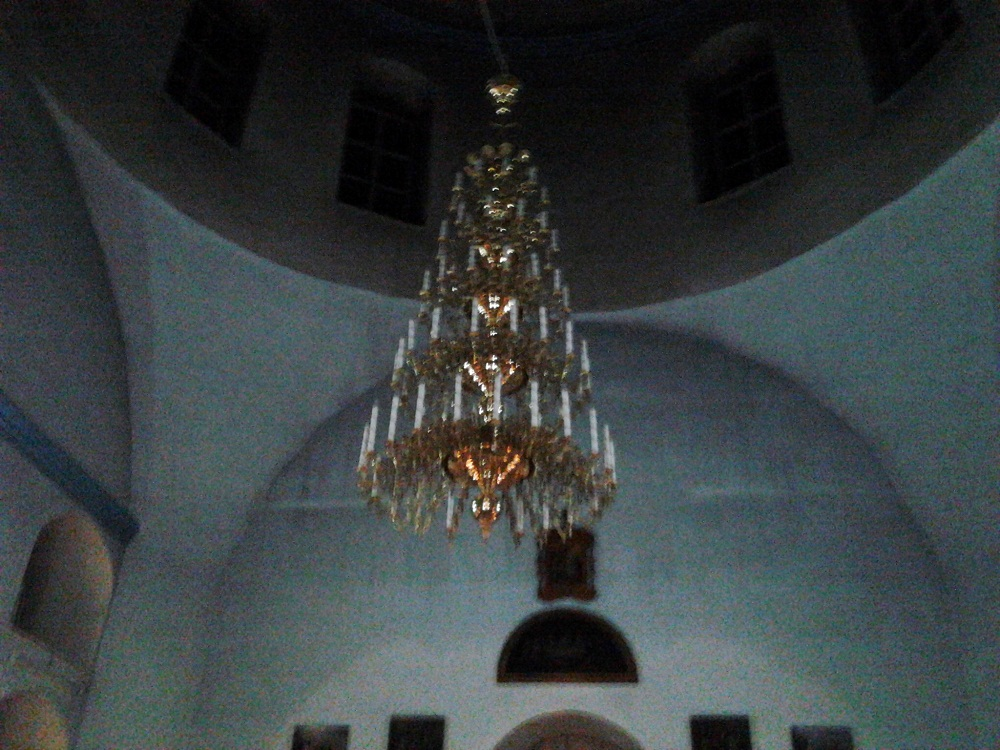
Люстра. Виден барабан, на котором держится купол и часть иконостаса

1998 год передача земель Дивногорского женского монастыря Нижнедобринскому приходу, разрушенного большевиками в 1927 году.

### Настоятели
| Настоятель                          | Служение  |
| ----------------------------------- | --------- |
| Смирнов Тимофей Петрович            | 1839—1864 |
| Смирнов Михаил Тимофеевич           | 1864—1901 |
| Неизвестно                          | 1901—1918 |
| Быстряков Александр                 | 1921—1940 |
| Веселовский Константин Парфирьевич  | 1946—1956 |
| Юрченко Василий Денисович           | 1956—1963 |
| Березуцкий Фёдор Карпович           | 1967—1979 |
| Кузнецов Андрей Васильевич          | 1979—1991 |
| Кравченко Фрол Алексеевич           | 1991—2012 |
| Владимир Тарасов (и. о. настоятеля) | 2013-2015 |
| иерей Георгий Бердик                |           |